# Фодровець-Рієцький
Фодровець-Рієцький (хорв. Fodrovec Riječki) — населений пункт у Хорватії, в Копривницько-Крижевецькій жупанії у складі громади Горня Рієка.

## Населення
Населення за даними перепису 2011 року становило 61 осіб.
Динаміка чисельності населення поселення: